# Раднички батаљон
Раднички батаљон Ужичког партизанског одреда био је батаљон састављен од радника из Ужица. Формиран је крајем 27. септембра 1941. године. Сви његови борци пали су 29. новембра 1941. у бици на Кадињачи против немачких окупаторских снага.

## Формирање
Раднички батаљон формиран је 27. септембра 1941. године у Ужицу од радника, који су радили по разним радионицама и фабрикама. На дан формирања, батаљон је у свом саставу имао следеће чете:
- Железничка чета – формирана 8. октобра од радника железничке ложионице и колских радника
- Кројачко-обућарска чета – формирана од два вода радника обућара и кројача
- Ткачка чета – формирана у ткачкој фабрици
- Пекарска чета – формирана највећим делом од пекара, а затим сарача и опанчара

Батаљон је по четама, водовима и десетинама вршио своје свакодневне послове, повремено имао вежбе и припремао се за одбрану града.
Борци батаљона по први пут су учествовали у већим борбама при одбрани Ужица на положајима Мендином брду и Карађорђевом шанцу, 2. новембра, када су разбили четничке јединице и потерали их према Трешњици. Железничка чета батаљона победила је четнике код Карана 5. и 8. новембра. Дана 9. новембра, делови батаљона разбили су четничке снаге на Црнокоси код коте 809 Шарампов.

## Битка на Кадињачи
По почетку Прве непријатељске офанзиве и нападом на Ужичку републику, по наређењу Врховног штаба од 28. новембра, Раднички батаљон је био ојачан са две чете Ужичког и две чете Посавског партизанског одреда. Укупне јачине 400-450 бораца и с једним топом 75 мм, батаљон је заузео положаје на Кадињачи да би успорио надирање десне колоне (групе „West“) немачке 342. пешадијске дивизије правцем Бајина Башта–Ужице и тиме створио потребно време за извлачење главнине партизанских јединица из Ужица на Златибор.
Око 9 часова ујутро 29. новембра, положај на Кадињачи био је поседнут. Положаје у првој линији на десном крилу, северно од групе кућа засеока Лукићи запосела је Пекарска чета, део положаја североисточно од засеока посела је Кројачко-обућарска чета и бранила друм који води за Ужице. Ткачка чета посела је део положаја северно од засеока Ракићи, а Железничка чета на друму код Сињевца. У другој линији на висовима Кадињаче, Ланишта, коте 836, коте 808 и села Глогинићи после су придружене чете Ужичког и Посавског партизанског одреда.
У огорченој борби с надмоћнијим непријатељским снагама од 8 часова ујутро до 14 часова и 30 минута послеподне, браниоци Кадињаче нису дозволили немачким снагама да продру у Ужице. Тек кад су им Немци уништили топ и сва аутоматска оруђа, непријатељ је заузео Кадињачу.

## Одликовања
Раднички батаљон је после рата био одликован Орденом заслуга за народ са златном звездом, а указом председника СФРЈ Јосипа Броза Тита од 19. септембра 1979. одликован је Орденом народног хероја.